# María Fernanda Juárez
María Fernanda Juárez (Ciudad de Córdoba, Argentina, 11 de septiembre de 1973) es una cantante argentina de tango y folclore argentino.

## Trayectoria
Su carrera artística es reconocida a partir del obtener el premio “Revelación 2000” del Festival Nacional de Doma y Folclore de Jesús María.
Ha representado a su país en el Festival Nacional de Folclore de San Bernardo (Chile).
Participó en numerosos festivales del país, entre ellos: “Festival Nacional de Folclore” (Cosquín), “Encuentro de Colectividades” (Alta Gracia), “Festival Nacional de Doma y Folclore de Jesús María”, “Festival de la Serenata” (Villa de Soto), ”Fiesta Nacional del Olivo” (Cruz del Eje), “Festival de la Chaya” (La Rioja), “Festival de la Solidaridad” (Villa Allende), “Festival del Trabún” (San Martín de los Andes), Festival del Maíz (Salsacate), Festival de la palma (San Francisco del Chañar), Festival de Río (Anisacate), “Festival de Tango Joven” (La Falda), entre otros.
Ha presentado su espectáculo en el ciclo “Lunes de la voz”, llevado a cabo en el auditorio Carlos Ortiz del diario cordobés La Voz del Interior, en dos oportunidades. La primera presentando su repertorio de folclore argentino (diciembre de 2001) y la segunda presentando un repertorio de música argentina (Tango y Folclore – octubre de 2003).
 Se presentó en la “ExpoTango 2005” y 2006, realizada en el marco del Festival Nacional de Tango en La Falda.
Participó junto a Gustavo Vicentín como cantantes invitados en el disco “Tango entre cuerdas” editado por Bordoneando Trío (julio de 2005). Este fue presentado en el “Ciclo de Música Argentina” en la sala Luis de Tejeda del Teatro del Libertador de la ciudad de Córdoba, en el ciclo “Lunes de la Voz”, y en la “ExpoTango 2005” en la ciudad de La Falda.
Se presentó junto a Bordoneando Trío en el espacio cultural “Torcuato Tasso” (ciudad de Buenos Aires) como teloneros del maestro en bandoneón Rodolfo Mederos y su orquesta típica.
Participó en el ciclo “Tango en la Docta”, llevado a cabo en el salón de actos del Pabellón Argentino de la ciudad universitaria, organizado por artistas cordobeses junto a la Secretaría de Extensión Universitarias (Universidad Nacional de Córdoba).
Actuó en la sala mayor del Teatro del Libertador San Martín (Córdoba) como cantante invitada de la Orquesta Provincial de Música Ciudadana de la Provincia de Córdoba que dirige el Maestro Osvaldo Piro.

## Discografía
Solista:
- Alguien me espera (1996)
- A volar (2000)
- Parte de mí (2006)
- Cuando el canto pide luz (2019)
- Cuando Ellas bailan (2023)

Ediciones Compartidas y Colaboraciones:
- Mujeres de Córdoba (1996)
- Tango entre cuerdas (2005)